# Scorpaenoidei
Scorpaenoidei è un sottordine di pesci Teleostei.

## Famiglie
- Aploactinidae
- Caracanthidae
- Congiopodidae
- Eschmeyeridae Mandrytsa, 2001
- Gnathanacanthidae
- Pataecidae
- Scorpaenidae
- Triglidae